# 下道圀勝
下道 圀勝（しもつみち の くにかつ）は、奈良時代の吉備地方の豪族。吉備真備の父。

## 出自
和銅元年に弟の圀依と共に亡母のために作った銅製の在銘骨蔵器が岡山県矢掛町から出土している。